# Luftkurort Davos

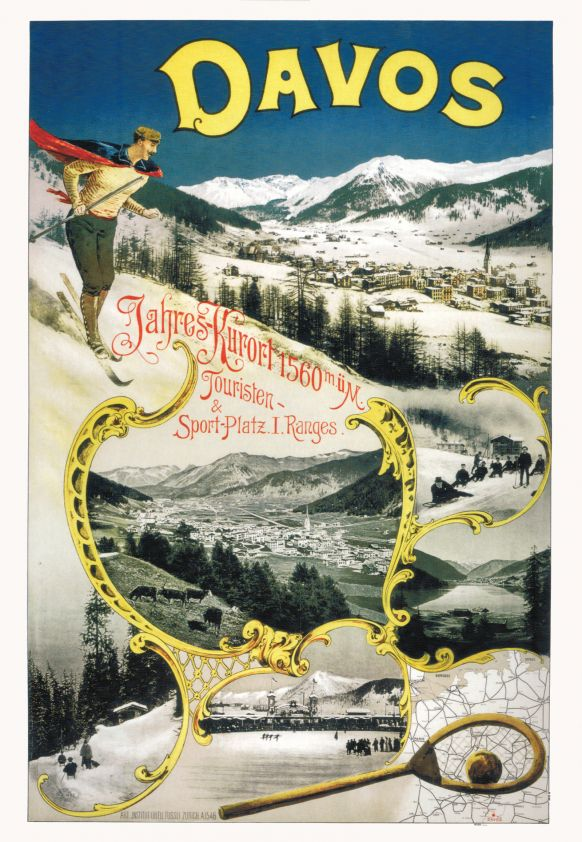
Werbung für Davos um 1901

Der Luftkurort Davos ist ein historischer Kur- und Erholungsort mit privaten und öffentlichen Höhenkliniken, Sanatorien, Lungenheilstätten, Pensionen und Kurhotels in der Berggemeinde Davos im Kanton Graubünden in der Schweiz. Sein Aufschwung im 19. Jahrhundert hing mit der Entwicklung in der Behandlung der Tuberkulose zusammen.

## Lage und Klima
Die Siedlung im Landwassertal befindet sich auf 1560 m. Das Klima zeichnet sich durch einen frischen Sommer (der Juli hat mit 12,4 °C die wärmste Monatsmitteltemperatur) und viele nebelfreie, sonnige Wintertage aus, deren wärmende Wirkung durch die sichere Schneelage erhöht wird. Die starke Sonneneinstrahlung, die niedrige Luftfeuchtigkeit, die relativ geringe Niederschlagsmenge sowie die intensive Lichteinwirkung mit reichlicher ultravioletter Strahlung erwiesen sich als Heilfaktoren bei der Tuberkulose.

## Zugang
Der Niederländer Willem Jan Holsboer war der Hauptinitiator der Bahnstrecke Landquart–Davos, der ersten Strecke im Netz der späteren Rhätischen Bahn (RhB), die 1890 eröffnet wurde. Dies führte innert kurzer Zeit zum Bau einer ganzen Reihe von Sanatorien, Heilstätten und Hotels und zur Entwicklung von Davos zum Weltkurort.

## Geschichte
Die Tuberkulose (Tbc) galt bis Mitte des 19. Jahrhunderts als unheilbar. 1854 vertrat der deutsche Arzt Hermann Brehmer die These, wonach an «immunen Orten» keine Tbc vorkomme und eine Heilung mit einer Frischluftliegekur möglich sei.
1841 eröffnete der Arzt Lucius Rüedi in Davos eine Anstalt für halsdrüsenerkrankte und schwindsüchtige Kinder.
1853 reiste Alexander Spengler, der 1849 als politischer Flüchtling in die Schweiz gekommen war, von Zürich nach Davos. Nach einem Medizinstudium in Zürich übernahm er die Stelle als Landschaftsarzt in Davos. Seine Beobachtung, dass in Davos niemand an Tuberkulose erkrankte und deshalb ein «immuner Ort» war, brachte ihn auf die Idee, eine Kur im Hochgebirge, möglichst im Winter, in kalter, rauher und dünner Luft zu verschreiben. Als der Arzt Friedrich August Unger und der Buchhändler Hugo Richter 1864 im «Kuretablissement Hotel Strela» an der Oberen Strasse in Davos-Platz als erste Wintergäste, von Spengler betreut, Heilung gefunden hatten, wurden die beiden zu wichtigen Werbeträgern in der Frühphase des Kurorts.
Alexander Spengler und später Willem Jan Holsboer beschrieben das Davoser Höhenklima als wohltuend und gesundheitsfördernd und hielten fest, dass die Höhenluft besonders für Lungenkranke (insbesondere bei Tuberkulose) heilsam sei.
Neben der Höhenluft wurde zur gleichen Zeit auch das medizinische Sonnenbaden, die Heliotherapie, propagiert. Die infraroten Strahlen entfalten eine Wärmewirkung, die besonders im Hochgebirge vorhandenen blauen bis ultravioletten Strahlen haben eine chemisch-biologische Wirkung und eignen sich zur Behandlung von Hauttuberkulose und zur Deckung des Vitamin-D-Bedarfs. Die Pioniere der Heliotherapie wie Oskar Bernhard, Auguste Rollier und Arnold Rikli errichteten im 19. Jahrhundert eigens für die Lichttherapie ausgelegte Kuranstalten. Der dänische Arzt Niels Ryberg Finsen bekam 1903 den Nobelpreis für Medizin für die Behandlung von Krankheiten durch Lichtstrahlen.
Ab 1865 entwickelte sich Davos zum internationalen Jahreskurort, als Sanatorien, Hotels und die erste Eisbahn gebaut wurden und prominente Kurgäste und Flüchtlinge eintrafen (Thomas Mann, Ernst Ludwig Kirchner).
1868 eröffnete Willem Jan Holsboer, der 1867 mit seiner schwerkranken Frau von London nach Davos gekommen war, mit dem Davoser Arzt Alexander Spengler 1868 die «Kuranstalt Spengler-Holsboer» in einem einfachen Berggasthof, der um einen Quertrakt erweitert wurde. Die erste grössere Einrichtung in Davos, die die Freiluft-Liegekur zur Therapie der Lungentuberkulose nach den Prinzipien Hermann Brehmers und Peter Dettweilers in gemässigter Form einführte, blühte rasch auf. Nach der Erweiterung von 1881 mit einem Konzertsaal und entsprechenden Bühneneinrichtungen wurde das «Curhaus W.J. Holsboer» ⊙ das gesellschaftliche Zentrum von Davos. Bis 1959 war dies das «Hotel Palace», seither das 1988 vollständige umgebaute «Hotel Europe».
Der an Lungentuberkulose erkrankte deutsche Arzt Otto Herwig kam im Januar 1882 nach Davos und zog von dort im Frühjahr 1883 nach Arosa, wo er mit seiner Schwester 1888 das «Berghilf» als erstes Sanatorium eröffnete und den Luftkurort Arosa begründete.
Das 1896 eröffnete Basler Sanatorium ⊙ war die erste Volksheilstätte für unbemittelte Tuberkulosekranke in Davos. 1931 baute der selbst an Tuberkulose erkrankte deutsche Architekt Rudolf Gaberel das Arzthaus des Basler Sanatoriums im Stil des Neuen Bauens. Das Sanatorium wurde 1985 verkauft und 2007 abgebrochen.
Holsboer plante mit seinen Schwiegersöhnen Lucius Spengler, dem Sohn von Alexander Spengler, und Edward Neumann das Luxussanatorium Schatzalp ⊙, das 1900 eröffnet wurde. Lucius Spengler wurde dort Chefarzt. Er gehörte zu den Pionieren des künstlichen Pneumothorax. Die Schatzalp wurde zum Vorbildsanatorium in Thomas Manns Roman Der Zauberberg.
Das Fridericianum Davos ⊙ wurde 1878 von Hermann Perthes als Gymnasium für Lungenkranke gegründet. 1945 wurde es von der Landschaft Davos gekauft und als Schweizerische Alpine Mittelschule Davos wiedereröffnet.

Hotel Strela. Hier stiegen 1865 die beiden ersten Winterkurgäste ab.
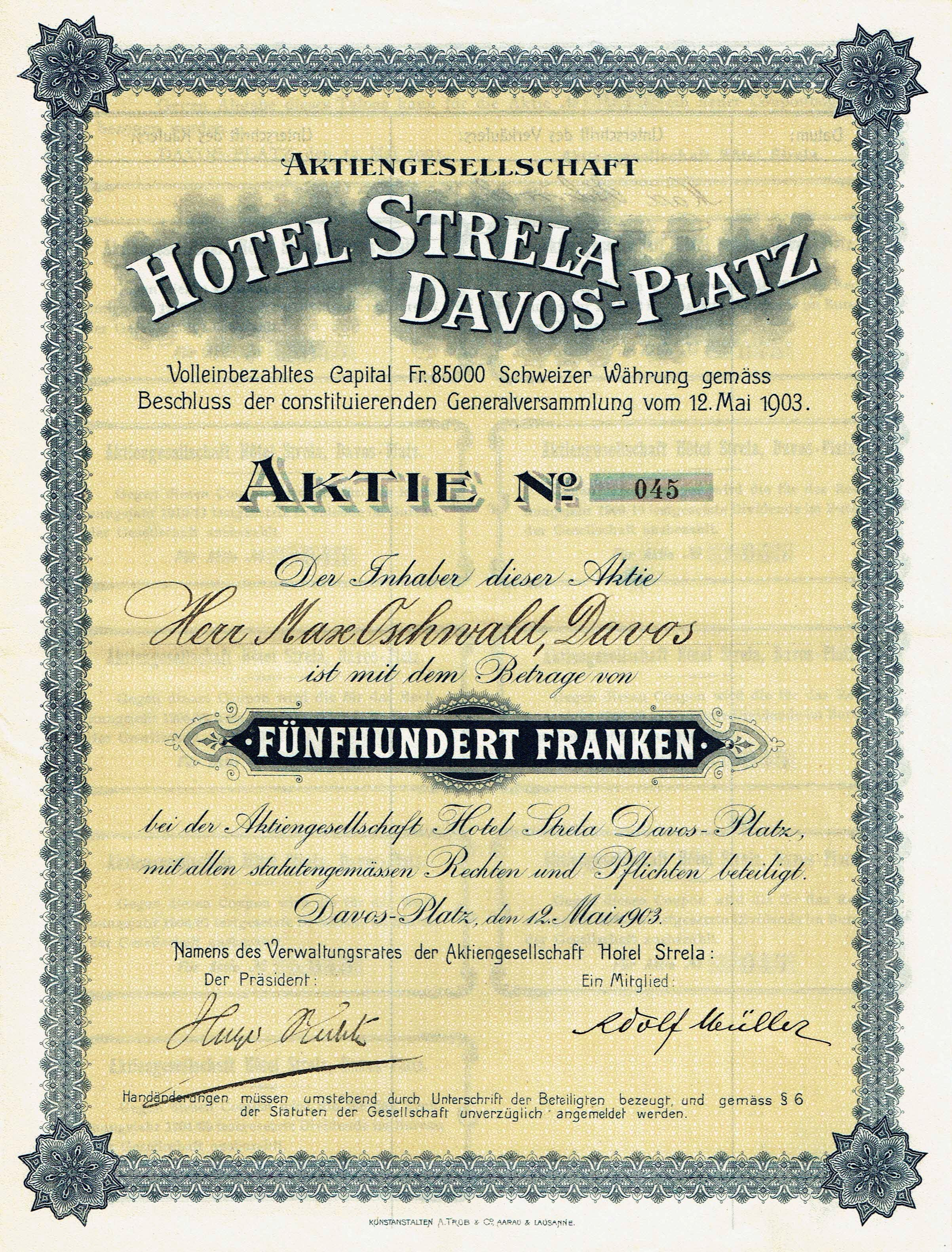
Aktie der AG Hotel Strela Davos-Platz vom 12. Mai 1903
Curhaus W. J. Holsboer (1878)
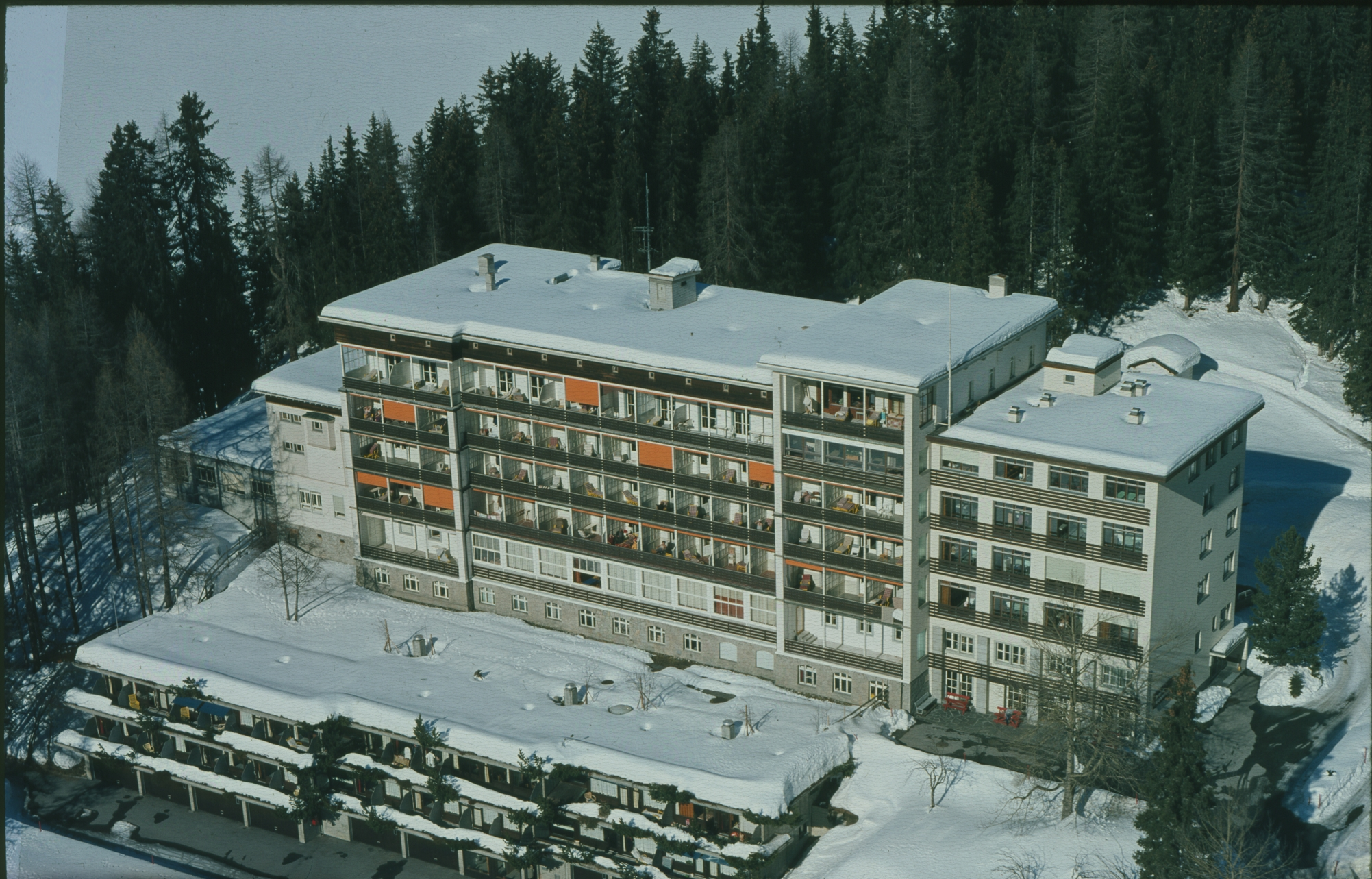
Basler Höhenklinik Davos (1980)
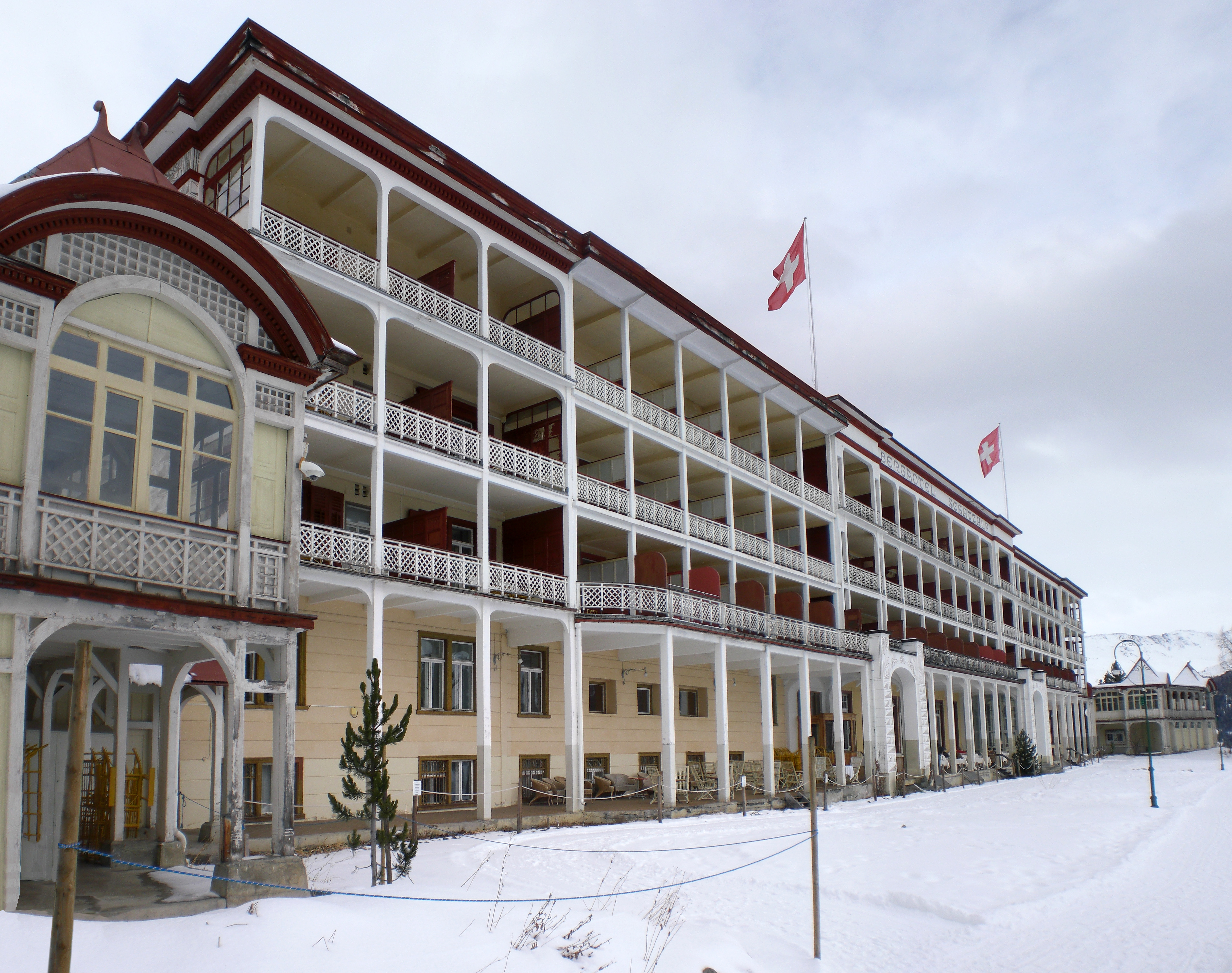
Sanatorium Schatzalp (2016)
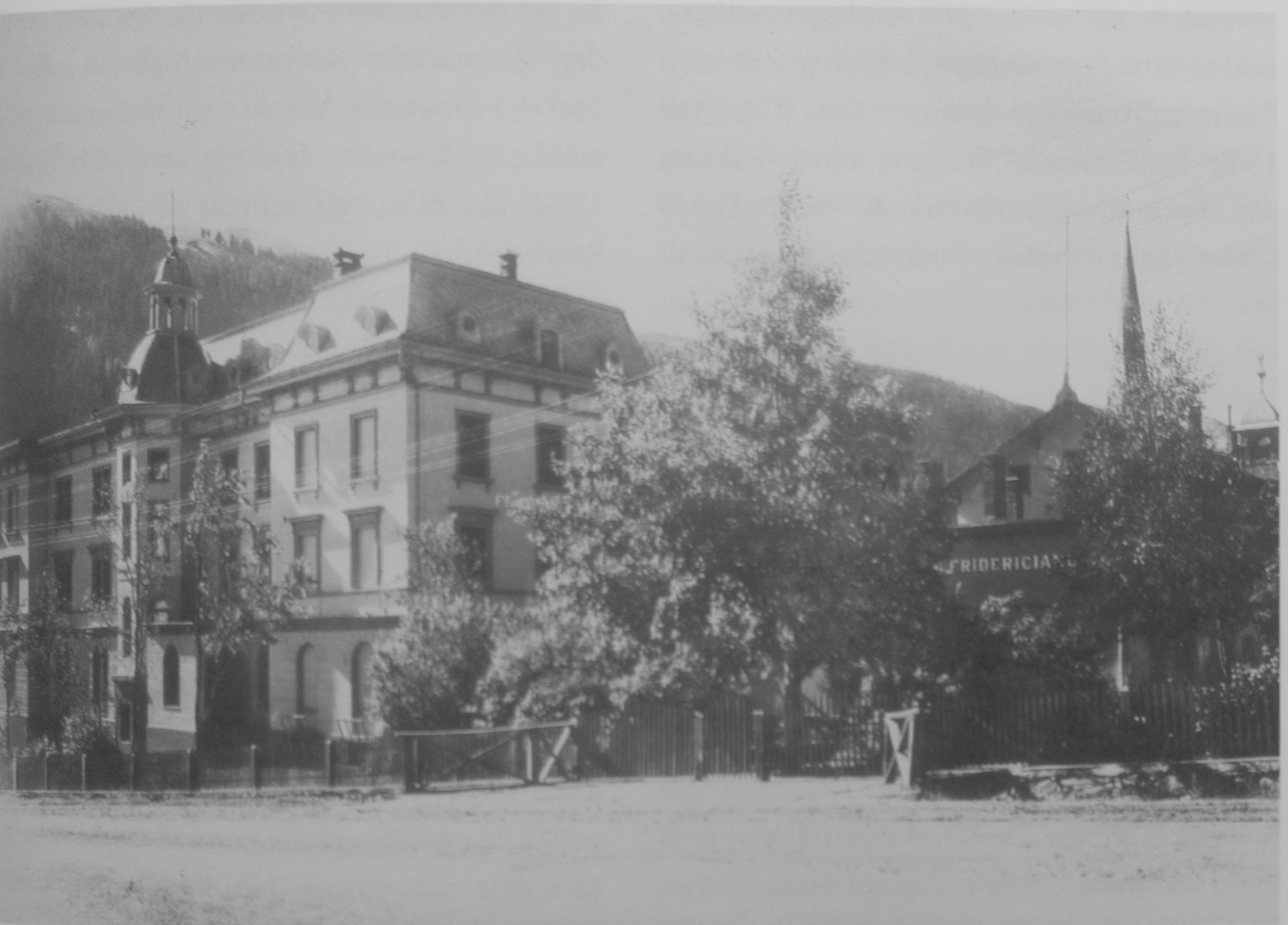
Fridericianum Davos, um 1900

1901 wurde die «Deutsche Heilstätte Davos» ⊙ für 80 Tuberkulosepatienten gegründet. Ab 1919 wurden Erholungskuren für deutsche Kinder angeboten. 1931 wurde die Heilstätte auf 200 Betten und um einen Terrassenneubau durch Rudolf Gaberel erweitert, dem von 1990 bis 1994 ein Klinikneubau erfolgte, und 2019 wurde die Hochgebirgsklinik Davos in Betrieb genommen.
Ende 1882 erfolgte auf Initiative von Alexander Spengler die Gründung des Diakonissenhauses der evangelischen Kirchgemeinde Davos für unbemittelte Patienten mit freier Arztwahl, das spätere «Alexanderhaus» ⊙. Sein Sohn Carl Spengler wurde Leiter des Sanatoriums «Alexanderhaus» und betrieb Forschungen zu Tuberkulose und Krebs. Die von ihm entwickelten Immunkörperpräparate erwiesen sich als wirkungsvoll.
Die Davoser Kurhotels, mit Ausnahme des «Alexanderhauses» und des «Fridericianums», waren keine Heilstätten nach den Vorbildern von Hermann Brehmer und Peter Dettweiler. Es waren offene Anstalten für Kurgäste und Tuberkulosekranke ohne strenge Kurordnung.
1889 eröffnete Karl Turban die erste geschlossene Tuberkuloseheilstätte im Hochgebirge, das «Sanatorium Turban» ⊙. Er führte die Freiluft-Liegekur nach Dettweilerschen Grundsätzen ein, die Wirkung des Höhenklimas wurde mit der strengen Liegekurbehandlung verbunden. Turban machte aus dem offenen, «immunen» den «disziplinierten» Kurort Davos. Aus dem Sanatorium Turban wurde später das Parksanatorium Davos (in den 1950er Jahren geleitet von dem Lungenfacharzt F. Charles).
In Davos gab es 1918 zwölf kantonale und einige ausländische Volkssanatorien (Niederlande, Deutschland, England usw.), insgesamt 38 Sanatorien und Kliniken. In der ganzen Schweiz galten Ende der 1920er-Jahre 88 Sanatorien als Lungenheilstätten.
Das «Waldsanatorium Davos» ⊙ entstand 1911 als Tuberkulose- und Lungensanatorium. Katia Mann zählte zu den ersten Gästen, um ihren Lungenkatarrh zu kurieren. 1957 wurde das Gebäude zum «Waldhotel Bellevue» umgebaut und 2005 zum Hotel «Waldhotel Davos» umbenannt.
1918 erwarb die Stiftung «Zürcherische Heilstätte für Lungenkranke» das «Englische Sanatorium» in Davos-Clavadel und errichtete dort die «Zürcherische Heilstätte Clavadel» ⊙ 
1932 realisierte der Architekt Rudolf Gaberel den Bau der «Chirurgischen Klinik Clavadel» ⊙ der Zürcher Heilstätte in Davos-Clavadel im Stil des Neuen Bauens. Der neuartige Terrassentyp und das Davoser Flachdach wurden zum Architektursymbol im Kampf gegen die Tuberkulose.
Der Kurbettenbestand in Davos erreichte um 1945 einen Höchststand von 3000. In den 1950er Jahren brachten neue Methoden der Tuberkulosebehandlung die meisten Sanatorien zum Verschwinden. Ende des 20. Jahrhunderts existierten noch zehn, davon vier ausländische, zumeist als Allergikerkliniken.

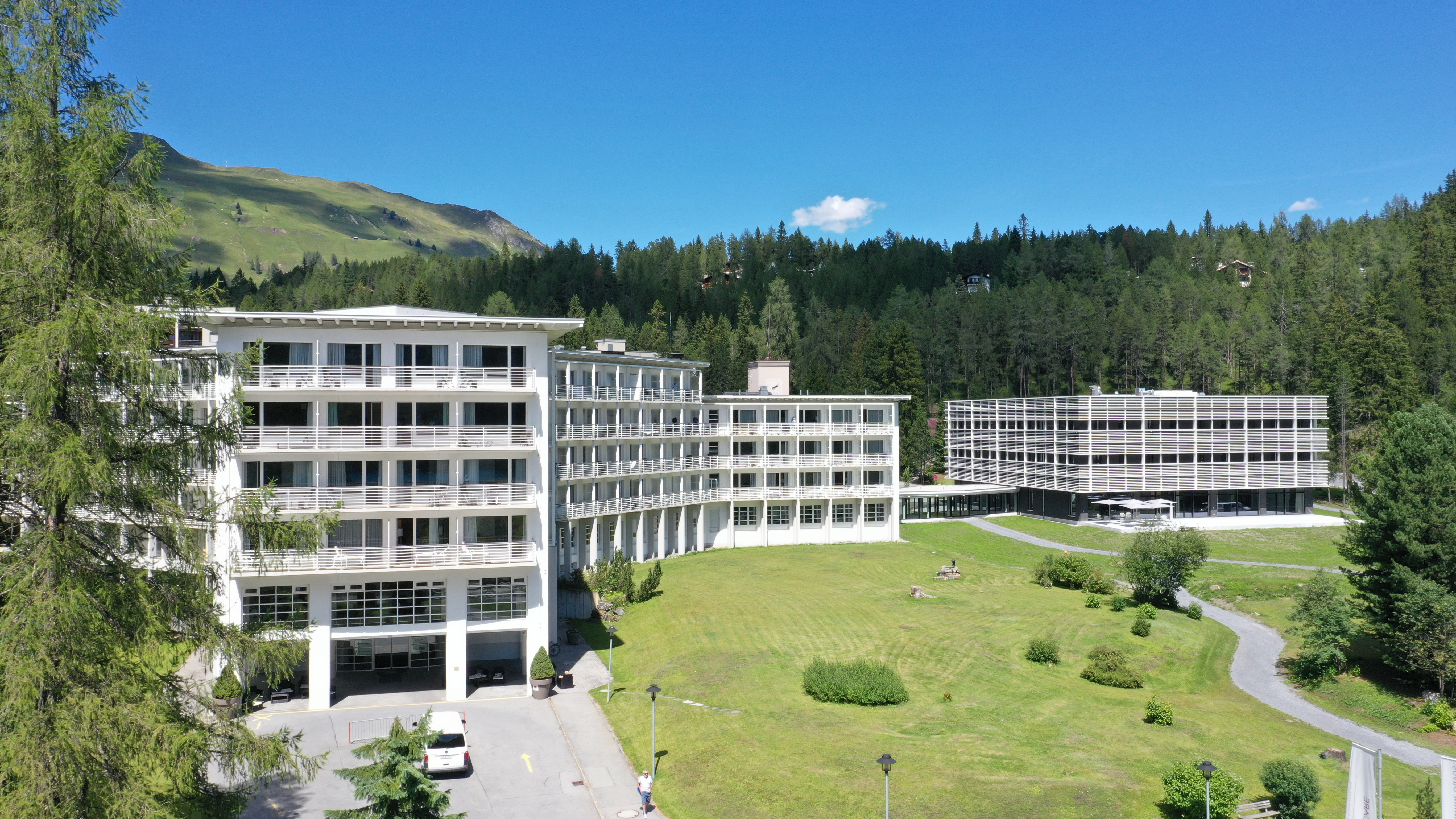
Hochgebirgsklinik Davos und Campusgebäude (2019)
Sanatorium Turban, Davos 1906
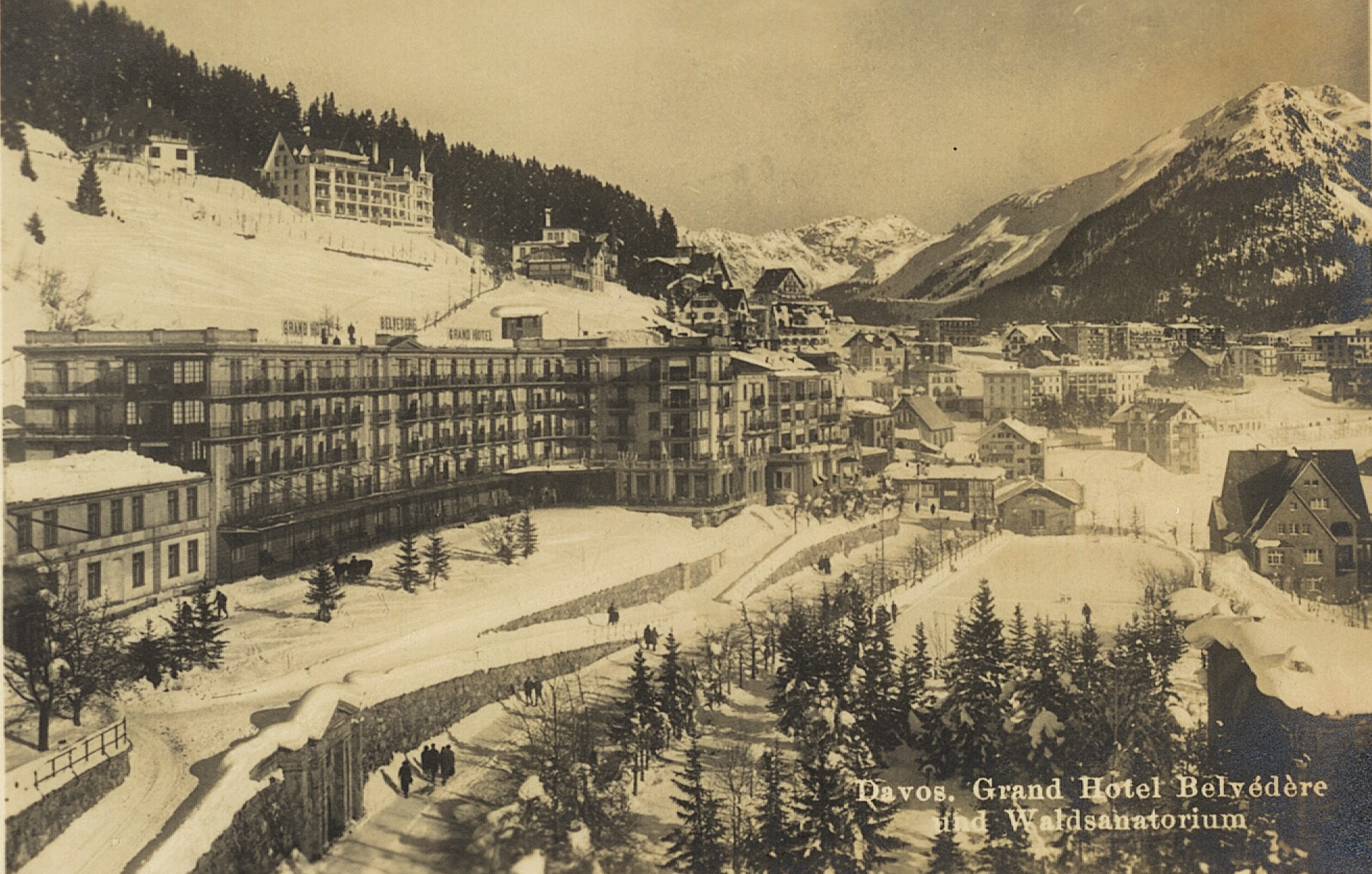
Waldsanatorium Davos (1930)
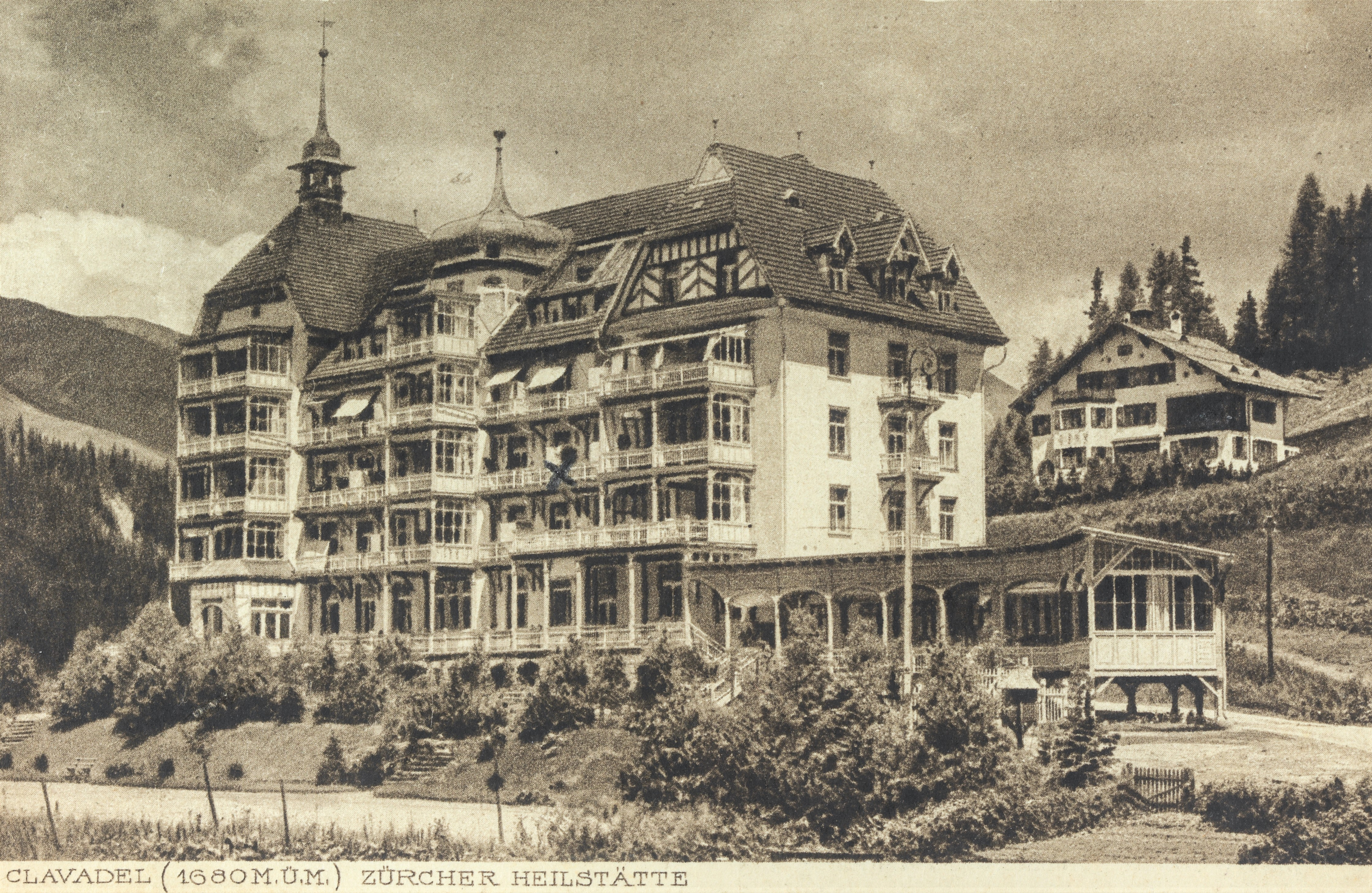
Zürcher Heilstätte Clavadel (1922)
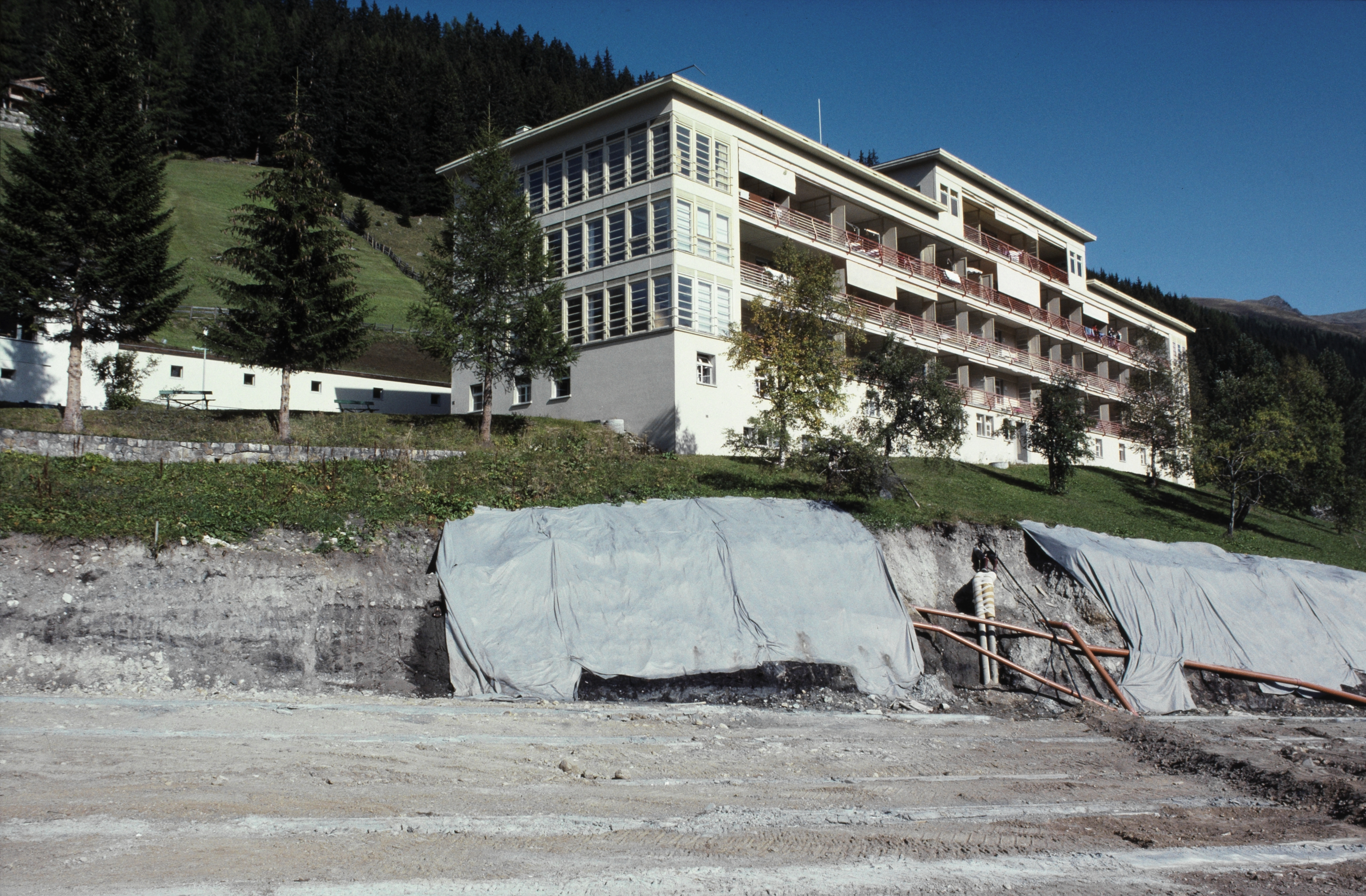
Zürcher Heilstätte: Chirurgische Klinik von Gaberel, Davos-Clavadel (1992)

## Bekannte Patienten
- Gala Éluard Dalí
- Paul Éluard
- Ernst Ludwig Kirchner
- Katia Mann, Ehefrau des deutschen Schriftstellers Thomas Mann
- Christian Morgenstern